# دوري كرة القدم الغربي 1907–08
دوري كرة القدم الغربي 1907–08 (بالإنجليزية: 1907–08 Western Football League)‏ هو موسم من دوري كرة القدم الغربي ‏. فاز فيه نادي ميلوول.